# Pierre Joseph Proudhon
Pierre-Joseph Proudhon (Besançon, 15. siječnja 1809. – Passy, 19. siječnja 1865.), francuski filozof, ekonomist i sociolog.
Radio je kao slagar, a na političku pozornicu stupio je kao publicist i ekonomist buntovno i bučno, te postao posebno populanarn spisom "Što je vlasništvo?". Budući da je 1848. stajao uz revolucionarnu Francusku, osuđen je na tri godine zatočeništva zbog kritike Louisa Napoleona. Od 1852. do 1862. živio je progonstvu u Belgiji. 
Radikalno je utvrdio da je svako vlasništvo krađa, a u svom spisu "Što je vlasništvo" šokira građanske ekonomiste i sociologe te izaziva zgražanje, skandale i javnu osudu. U knjizi "Sistem ekonomskih kontradikcija ili filozofija bijede" revolucionarno negira potrebu svake države i političke organizacije. Istodobno teži reformi kapitalizma na miroljubiv način preko radničkih asocijacija, pučkih banaka i besplatnih kredita te zasniva cijeli sustav obrazovanja na principu međusobne pomoći.

## Djela
- "Banka naroda"
- "Pravo na rad i pravo vlasništva"
- "O federativnom principu"

## Vanjske poveznice
- Proudhon, Pierre Joseph, Hrvatska enciklopedija